# Ben Bernanke
Ben Shalom Bernanke (Augusta, Georgia, SAD, 13. prosinca 1953.) američki je ekonomist. Bio je predsjednik Vijeća guvernera Sustava federalnih rezervi SAD od 2006. do 2014.

## Životopis
Rođen je u židovskoj obitelji ukrajinskog porijekla i govori hebrejski.
Diplomirao je i magistrirao ekonomiju na Harvardovu sveučilištu, a doktorirao 1979. na MIT-u.
Nakon više godina predavanja na sveučilištima izabran je za člana Vijeća guvernera Sustava federalnih rezervi od 2002. do 2005. Tadašnji predsjednik George W. Bush imenovao ga je tada predsjednikom svoga Vijeća ekonomskih savjetnika, a zatim za predsjednika Federalnih rezervi. Ponovo ga je imenovao predsjednik Barack Obama, tvrdeći u kolovozu 2009. da je baš Bernanke svojom politikom spriječio da SAD opet padnu u veliku depresiju zbog tadašnje nove svjetske financijske krize.

## Prijepori
Bernankeu je The New York Times ipak predbacio što krizu nije predvidio i što je javnim novcem ozdravljao posrnule privatne banke.  Bernankeova politika je pomogla da se negativni efekti krize preliju na druge zemlje, što je osjetila i Hrvatska.